# Musée des sciences et des techniques Léonard de Vinci
Le musée des sciences et des techniques Léonard de Vinci (Museo Nazionale della Scienza e della Tecnica « Leonardo da Vinci ») de Milan en Lombardie en Italie, est l'un des plus grands et importants musées technico-scientifiques du monde. Il est baptisé Léonard de Vinci en hommage à ce célèbre génie scientifique italien du XVe siècle.

## Historique
Le musée expose plus de 19 000 œuvres réparties en 28 sessions exposées sur 50 000 m2 : industrie, moteurs, astronomie, machines de toutes sortes, navigation, photographie, optique, automobile, aviation, navigation, informatique, énergie, physique...

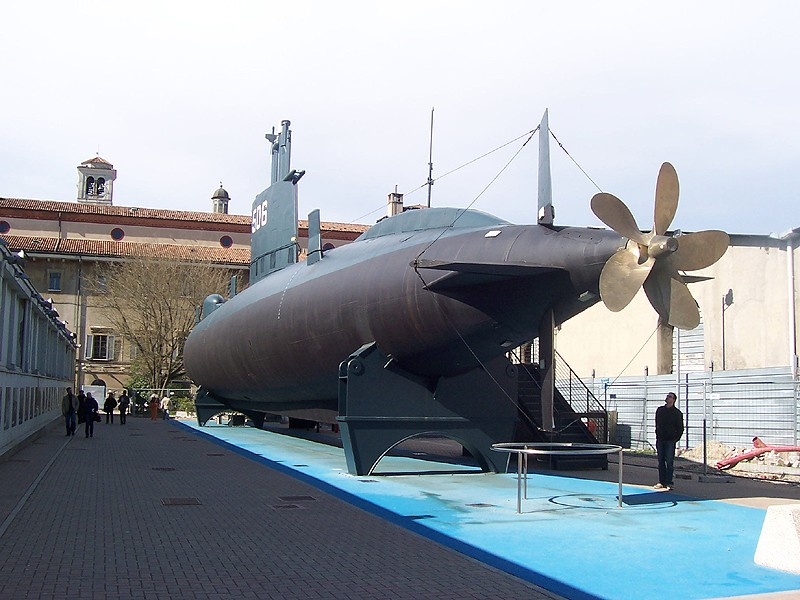
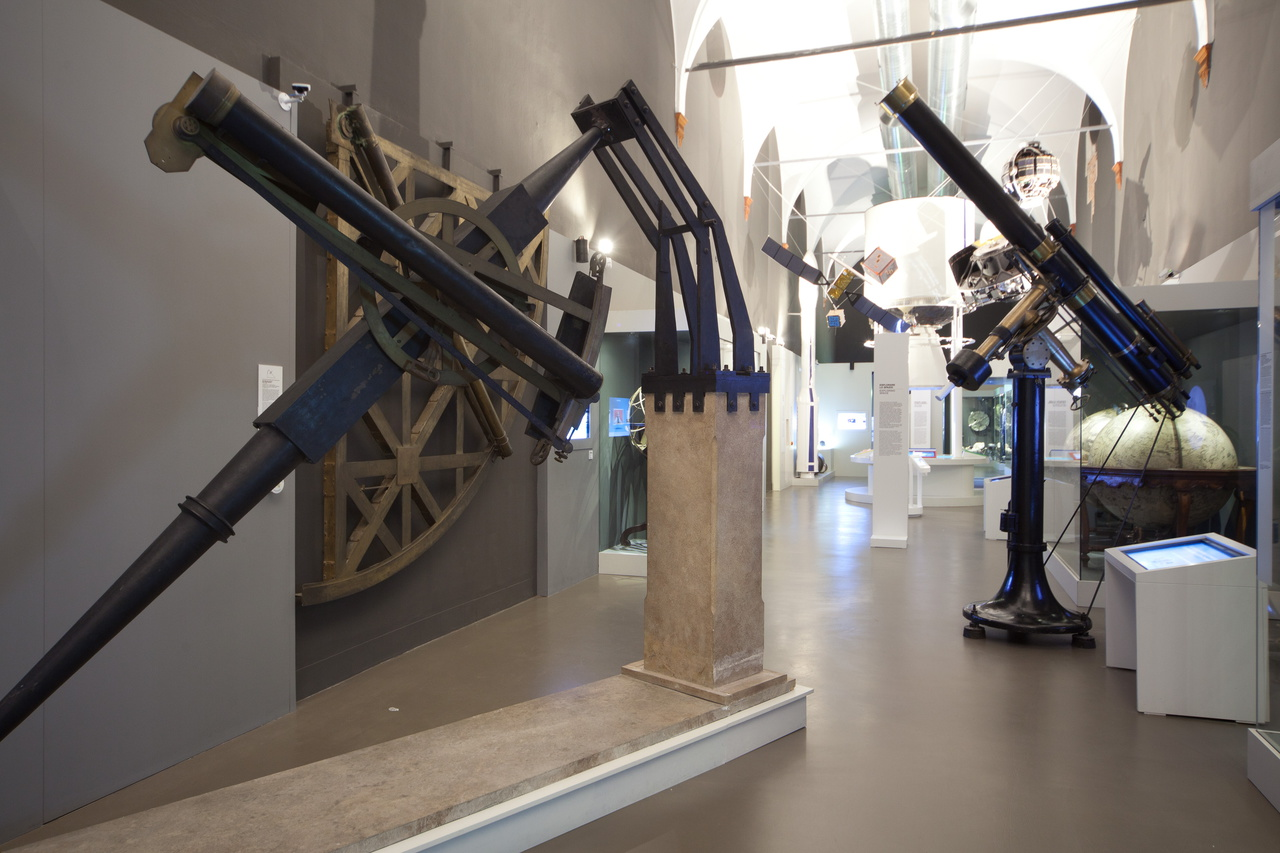
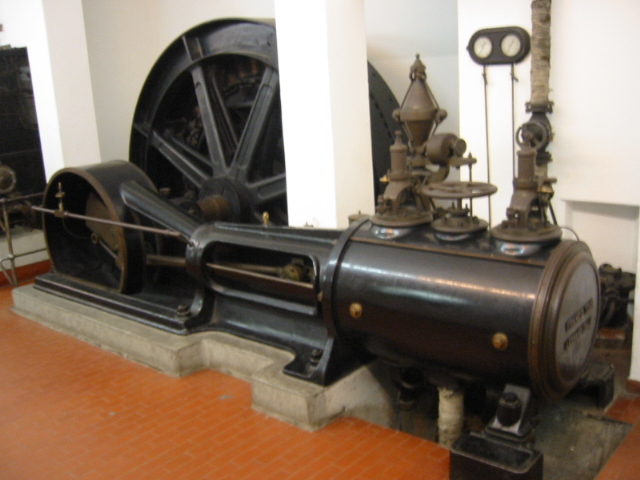
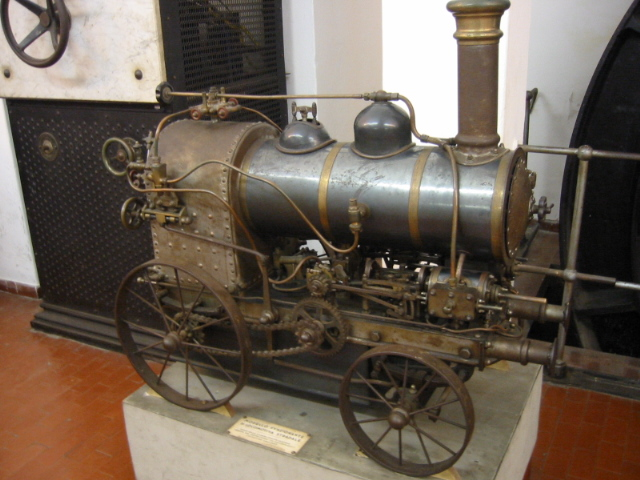

Installé dans l'ancien monastère des Olivétains, non loin de la basilique San Vittore, et dans deux bâtiments plus récents, il a été inauguré le 15 février 1953 par le président du Conseil italien Alcide De Gasperi.

## Galerie Léonard de Vinci
Une galerie est dédiée au génie italien Léonard de Vinci (1452-1519) où sont exposées de nombreuses œuvres : peintures, dessins et maquettes réalisées à partir de ses nombreux dessins techniques.

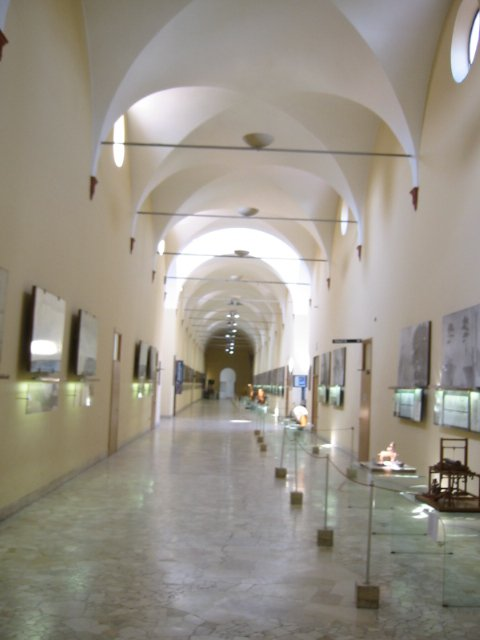
Galerie Léonard de Vinci
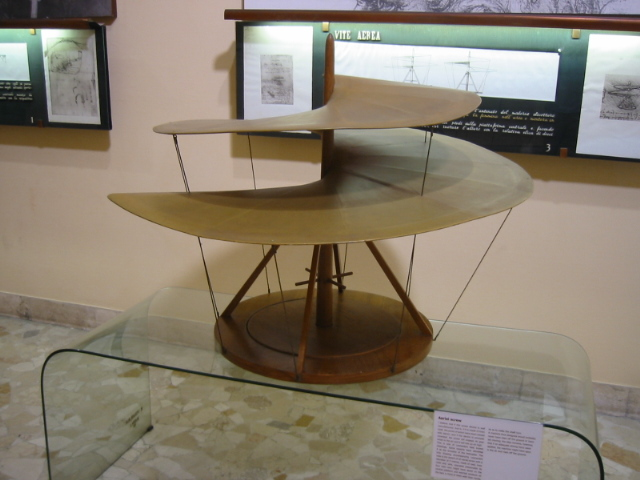
Vis aérienne (Léonard de Vinci)
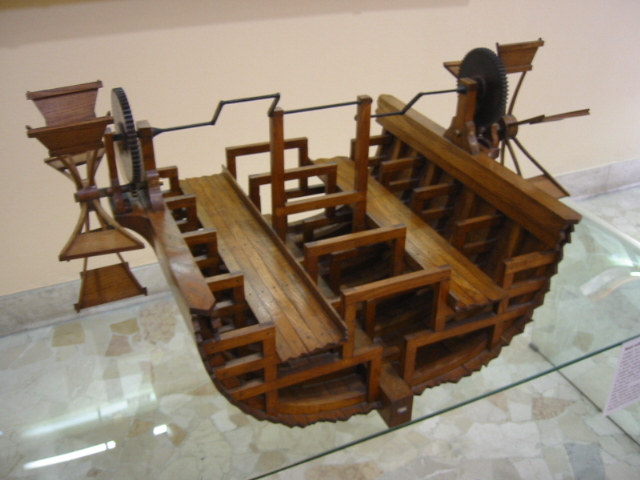
Roue à aubes
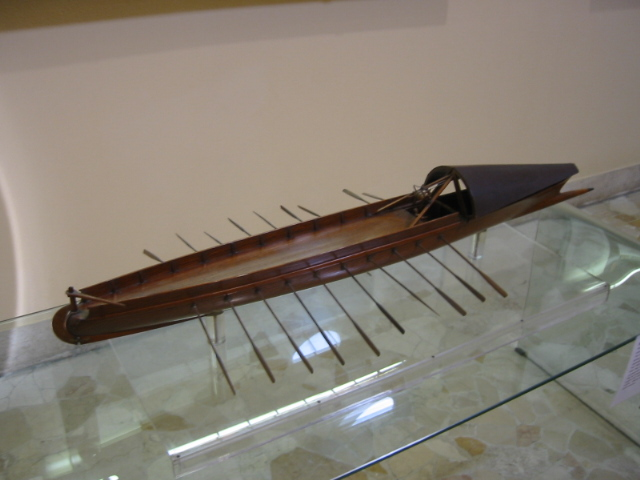

La galerie expose entre autres La Cène (1626), de Giovanni Mauro della Rovere, en hommage au tableau La Cène, de Léonard de Vinci, initialement au monastère des Disciplini de Milan, transférée au musée en 1978.

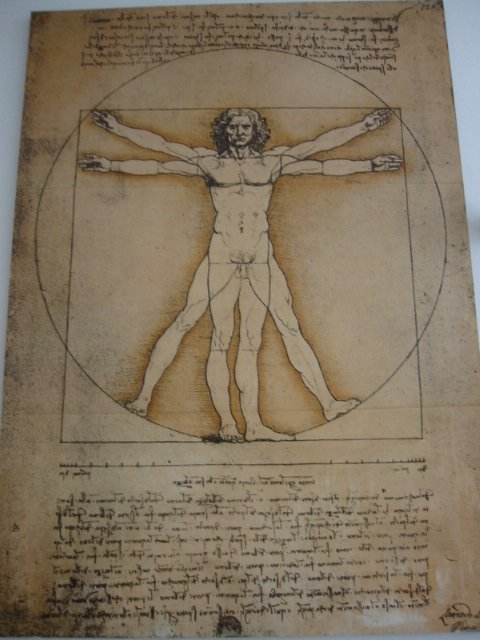
Homme de Vitruve
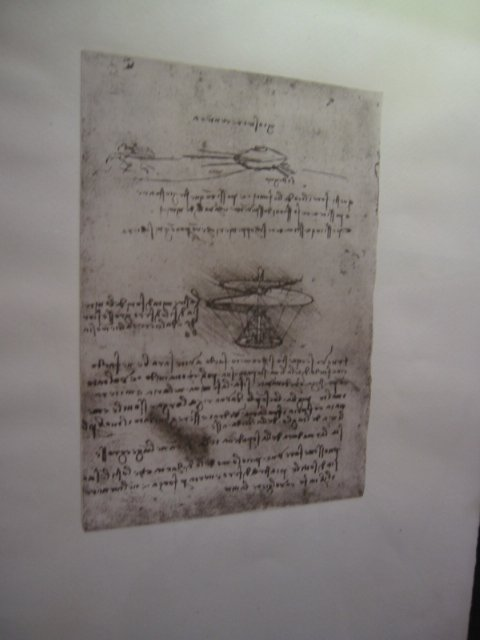
Dessin Vis aérienne (Léonard de Vinci)
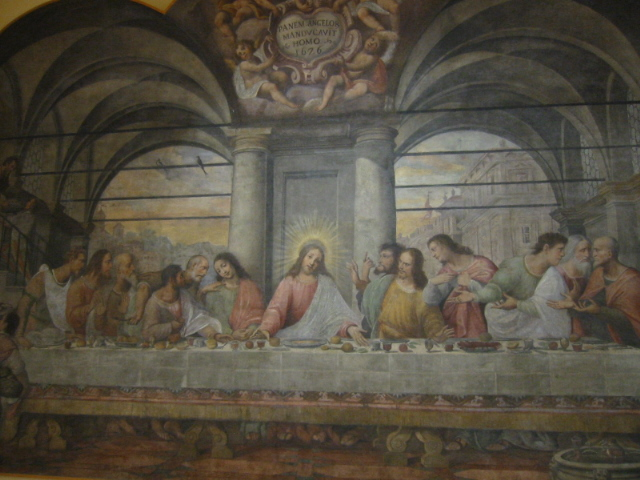
La Cène de Giovanni Mauro della Rovere (1626) hommage à La Cène (Léonard de Vinci)
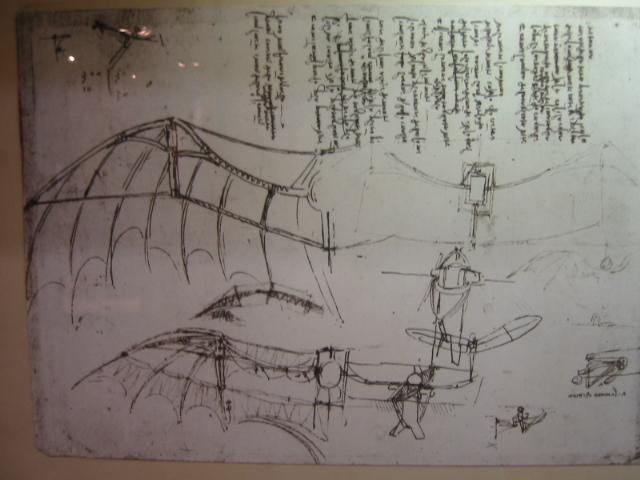
Les ailes de Léonard De Vinci.

## Instruments de musique
Le musée a ouvert le 20 janvier 1962 une section « instruments de musique » grâce à la cantatrice Emma Vecla qui a fait don au musée de sa collection de 80 instruments.